# Чичаговы
Чичаго́вы — русские дворянские роды.
Один род Чичаговых восходит к XVI веку, от выходцев из Костромского удельного княжества.
Другой древний дворянский род Чичаговых, ведущий начало с середины XVII века, записан в VI часть родословной книги Смоленской губернии.
Есть ещё несколько дворянских родов Чичаговых, более позднего происхождения, среди которых выделяется род потомков архитектора Николая Ивановича Чичагова (1803—1858).

## Описание гербов

#### Герб. Часть VI. № 92.
Щит разделён на четыре части, из коих в первой, в золотом поле, виден до половины чёрный двуглавый орел. Во второй части, в голубом поле, означен золотой вооружённый корабль с адмиральским флагом. В третьей части, в голубом же поле, плавающий в воде серебряный кит. В четвёртой части, в серебряном поле, крестообразно положены руль и якорь с лавровым венком.
Щит увенчан дворянским шлемом и короной со страусовыми перьями. Намёт на щите голубой, подложенный золотом.

#### Герб. Часть XVI. № 17.
Герб лейб-кампанца, вице-капрала Василия Чичагова: на две части вдоль разделенный щит, у которого правая часть показывает в чёрном поле золотое стропило с наложенными на нем тремя горящими гранатами натурального цвету между тремя серебряными звездами, яко общей знак особливой Нам и всей Империи нашей при благополучном нашем на родительский наш наследный престол вступлении верно оказанной службы и военной храбрости, а левая содержит в золотом поле красную шпагу острием вниз. Подошва левой половины красная. Над щитом несколько открытой к правой стороне обращенный стальной дворянский шлем, который украшает наложенная на него обыкновенная Лейб-компании гренадерская шапка с красными и белыми страусовыми перьями и с двумя по обеим сторонам распростертыми орловыми крылами чёрного цвета, на которых повторены три серебряные звезды. По сторонам щита опущен шлемовной намёт красного и чёрного цветов, подложенный золотом, с приложенною внизу щита подписью: «За верность и ревность».
Примечание: лейб-кампании вице-капрал Василий Чичагов из дворян Костромского уезда, подтверждён в дворянском достоинстве (1741), жалован дипломом на дворянское достоинство (1751).

## Известные представители
- Чичагов Алексей Семёнович — стольник (1686).
- Чичагов Фёдор Антипович — московский дворянин (1692).
- Чичагов Иван Иванович — московский дворянин (1695)[3].
- Чичагов, Василий — лейб-кампанец.

- Чичагов, Яков Матвеевич  — русский военный деятель, участник Северной войны.
  - Чичагов, Василий Яковлевич (1726—1809) — русский адмирал времён Екатерины Великой, выдающийся флотоводец. 
    - Чичагов, Павел Васильевич (1765—1849) — «сухопутный адмирал», известный своими неудачными действиями в ходе войны 1812 года, сын В. Я. Чичагова.

- Чичагов, Никифор Петрович (1790—1855) — историк, биограф князя Пожарского и фельдмаршала Румянцева-Задунайского. 
  - Чичагов, Михаил Никифорович (1819—1866) — генерал-майор, надзиравший за ссыльным Шамилём в Калуге, сын Н. П. Чичагова.
  - Чичагова, Мария Николаевна (урождённая Зварковская; 1819—1894) —  дочь генерала Н. А. Зварковского, писательница, журналистка и музыкант, жена М. Н. Чичагова.
    - Чичагов, Николай Михайлович (1852—1910) — генерал-лейтенант, атаман Уссурийского казачьего войска, сын М. Н. Чичагова, старший брат Серафима (Чичагова).
    - Серафим (Чичагов) (1856—1937) — митрополит Санкт-Петербургский, священномученик.
      - Серафима (Чёрная) (1914-1999) — советский учёный-химик, инженер, монахиня. Настоятельница московского Новодевичьего монастыря, внучка Серафима (Чичагова)

- Чичагов, Пётр Гаврилович (1694 — после 1756) — картограф, исследователь Сибири.
- Чичагов, Родион Александрович (1784—1851) — генерал-майор, участник Отечественной войны 1812 года. 
Его внучка — художница-любительница Лидия Апполоновна Чичагова (нач. XX века)[4].

### Род архитекторов и художников Чичаговых
- Чичагов, Николай Иванович (1803—1858) — архитектор
  - Чичагов, Константин Николаевич (1849—1903) — художник-иллюстратор
  - Чичагов, Михаил Николаевич (1836—1889) — архитектор
  - Чичагов, Дмитрий Николаевич (1835—1894) — архитектор
    - Чичагов, Алексей Дмитриевич (1875—1921) — архитектор
    - Чичагов, Константин Дмитриевич (1867—1919) — историк-искусствовед
    - Чичагова-Россинская, Елена Дмитриевна (1874—1971) — художница
    - Чичагова, Галина Дмитриевна (1891—1966) — художница
    - Чичагова, Ольга Дмитриевна (1886—1958) — художница